# Lorenzo Tenchini
Lorenzo Tenchini (ur. 1852 w Brescia, zm. 1906) – włoski anatom. 
Studiował w Padwie, w 1880 roku, w wieku 28 lat, został wykładowcą anatomii na swojej macierzystej uczelni. Rok później zaczął wykładać anatomię w Parmie. Zajmował się morfologią mózgu przestępców: założył muzeum antropologii kryminalnej, mieszczące kolekcję mózgów i masek pośmiertnych straconych przestępców. Dzięki jego staraniom otworzono zakład dla chorych umysłowo w Parmie. 